# Friedhofskapelle Hochhausen

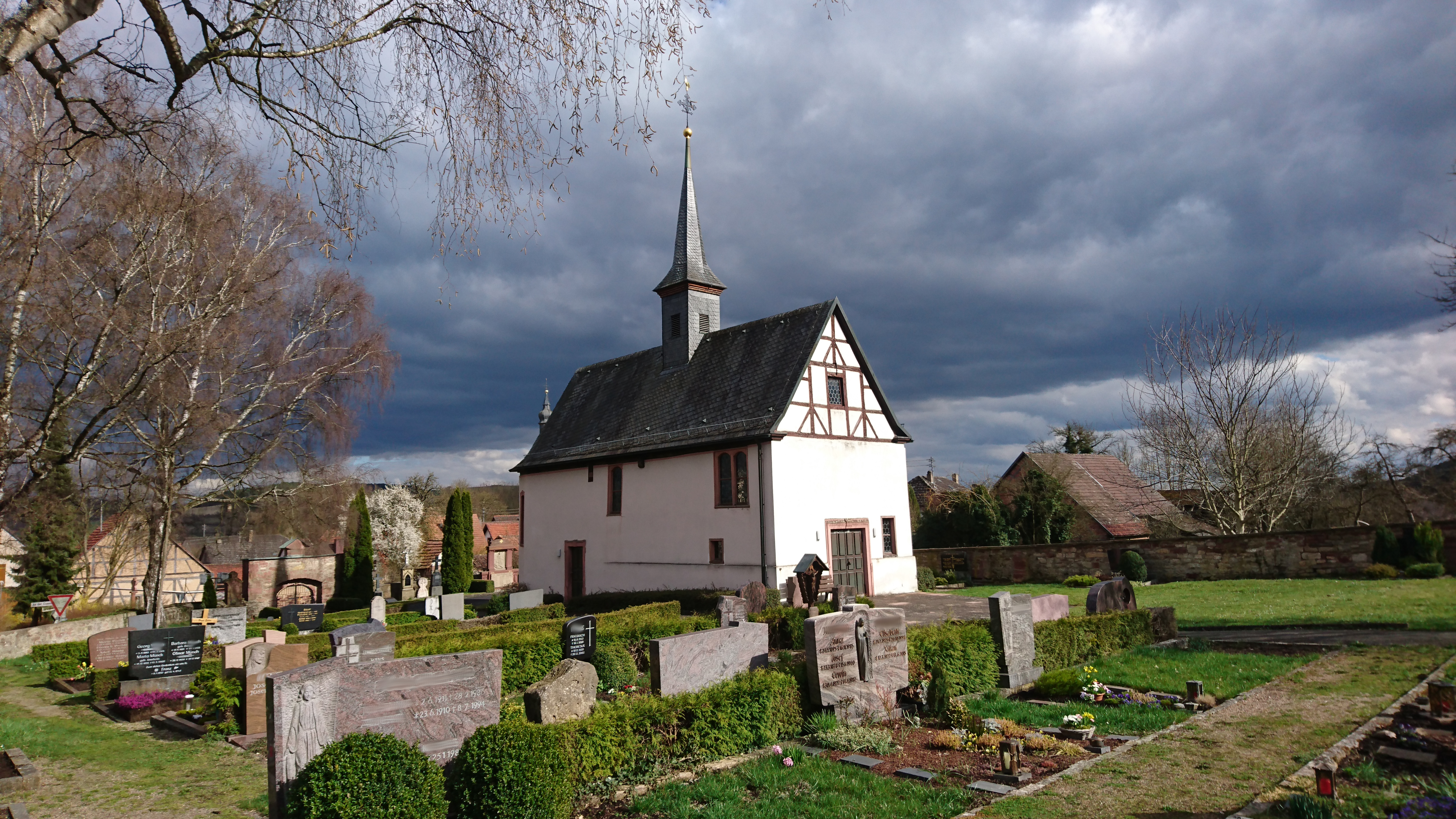
Friedhofskapelle in Hochhausen (Tauberbischofsheim)

Die Friedhofskapelle in Hochhausen, einem Stadtteil von Tauberbischofsheim im Main-Tauber-Kreis, befindet sich innerhalb des Friedhofs des Ortes.

## Geschichte

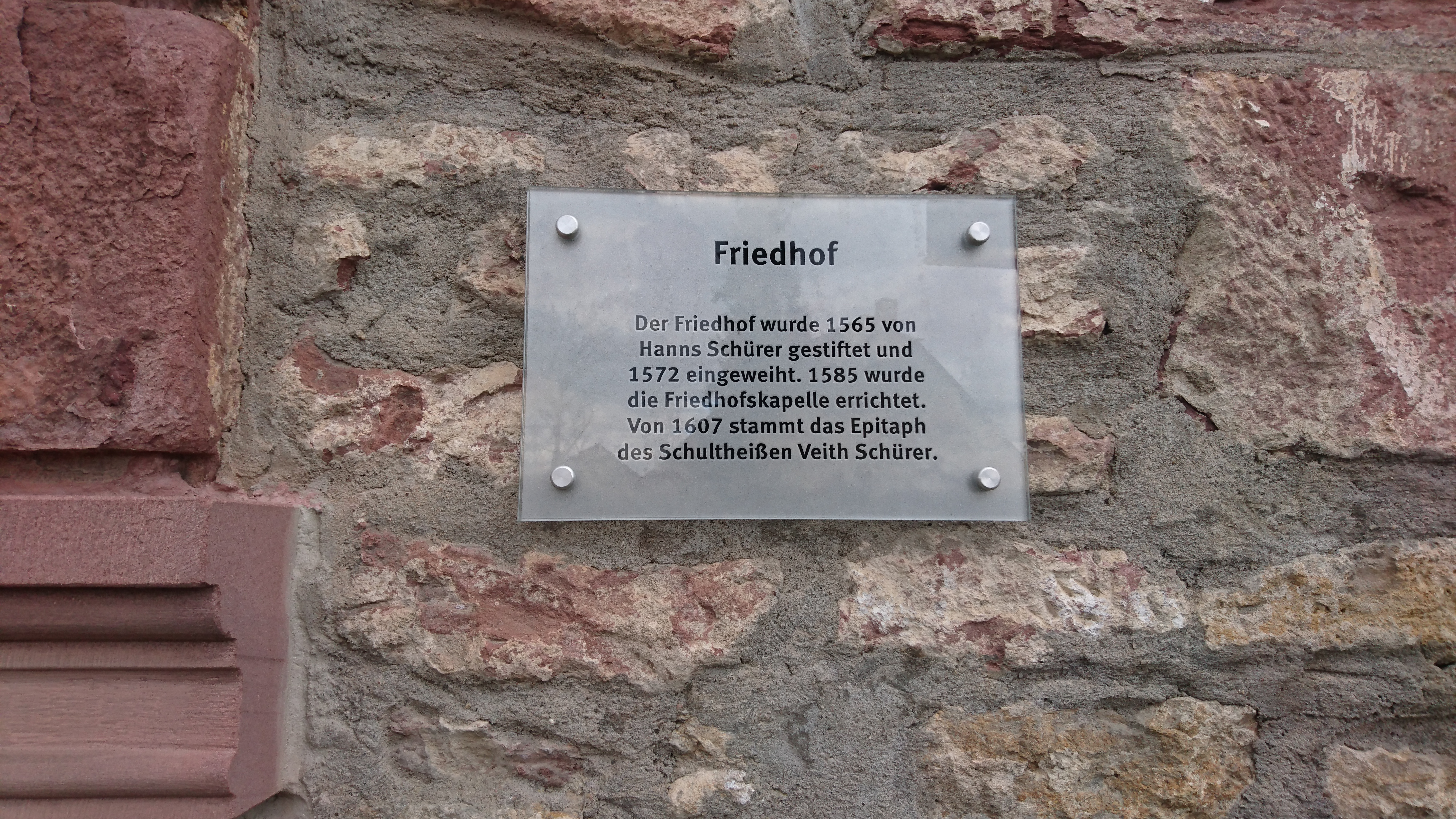
Hinweistafel am Eingang des Friedhofs

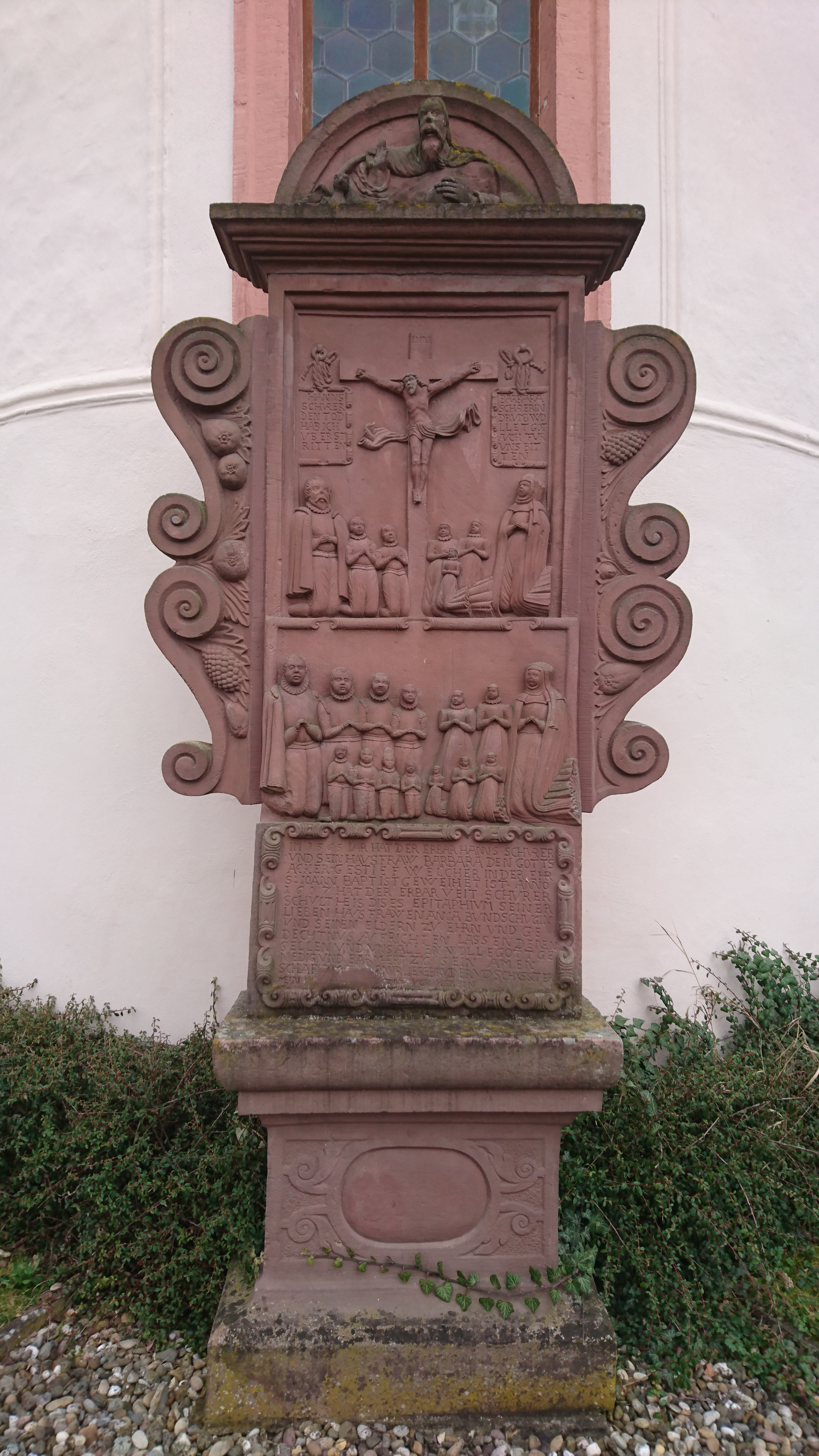
Epitaph

### Entstehung mit dem Hochhäuser Friedhof
Die Friedhofskapelle in Hochhausen, einem Stadtteil von Tauberbischofsheim, befindet sich im Friedhof des Ortes.
Manche nennen die Friedhofskapelle auch Kirchhofkappelle. Dieser Ausdruck stammt aus der Zeit in der die Toten noch rund um die Kirche bestattet wurden. In Zeiten, in denen der Platz um die Kirche zu knapp wurde, verlegte man den Friedhof an den Ortsrand und errichtete dort die Friedhofskapelle.
Das Schild rechts der Pforte zum Friedhof verweist auf die Entstehung der Kapelle.
Vor dem Ostfenster steht ein Epitaph, auf dessen Inschrift die Stifter genannt sind: Hanns Schürer und seine Frau Barbara stifteten den Acker für den Friedhof 1565. 1572 wurde dieser geweiht. Hanns und Barbara Schürers Sohn Veith Schürer mit seiner Frau Anna Bundschuh stifteten die ursprüngliche Kapelle, die 1585 errichtet wurde. Aus dem Jahr 1607 stammt das Epitaph des Schultheißen Veith Schürer. Schultheißen waren die Vertreter der Landesherrschaft in Gemeinden und Städten.

### Heutige Nutzung für kirchliche Bestattungen
Die Friedhofskapelle gehört heute zur Hochhäuser Pfarrgemeinde St. Pankratius der Seelsorgeeinheit Tauberbischofsheim, die dem Dekanat Tauberbischofsheim des Erzbistums Freiburg zugeordnet ist. Die Friedhofskapelle wird als würdiger Raum für die kirchlichen Totenfeiern der Verstorbenen des Ortes genutzt. Bei schlechtem Wetter bietet sie einen geschützten Raum für die Trauernden. An der westlichen Pforte liegt üblicherweise das Kondolenzbuch aus. Durch diese Pforte wird der Sarg zur jeweiligen Grabstätte getragen.

## Architektur und Ausstattung

### Die Kapelle von außen

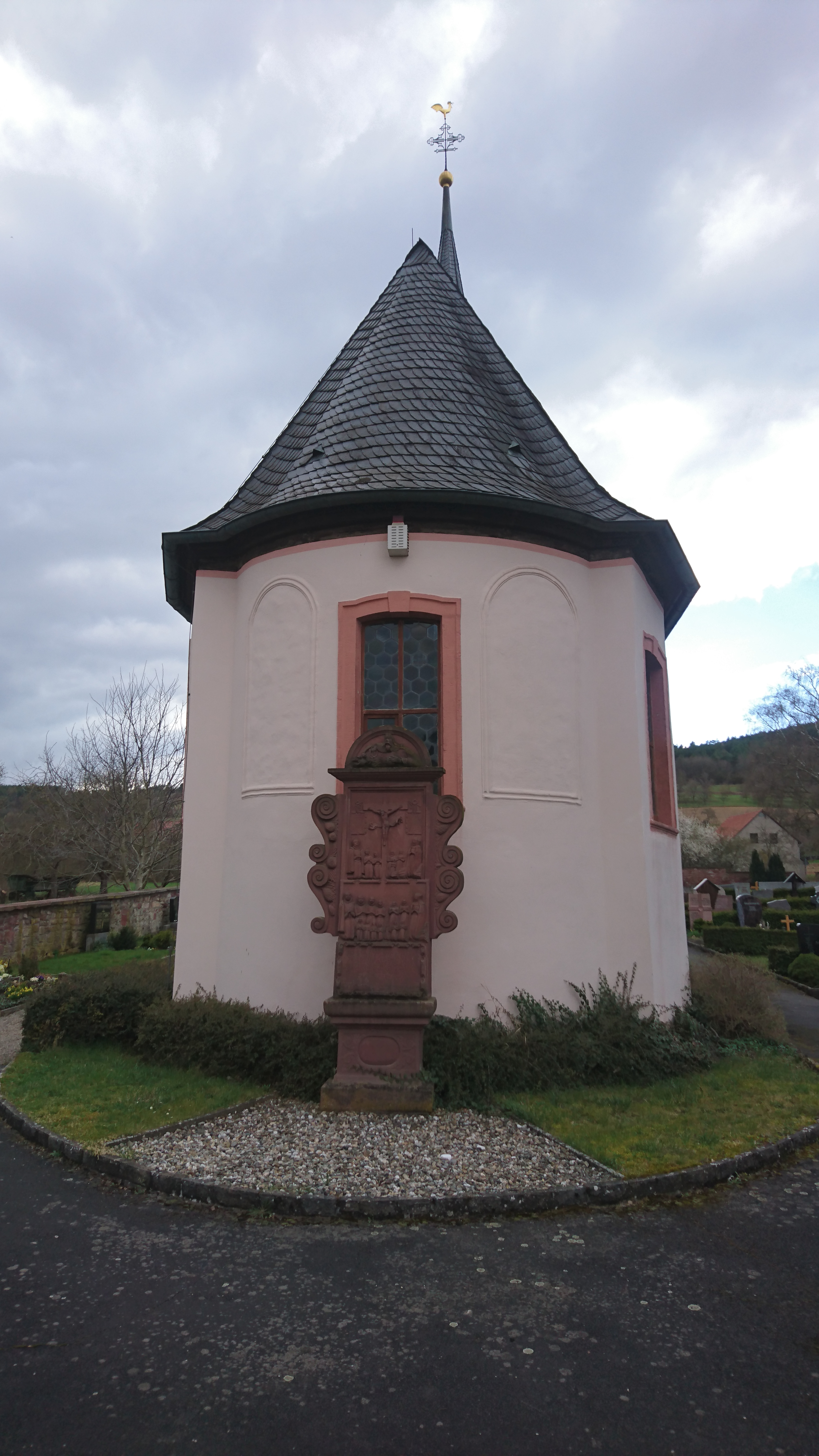
Ostseite

Die Friedhofskapelle ist in mehreren Bauabschnitten und nach Änderungen in der heutigen Form entstanden. Der älteste Teil ist der östliche Abschnitt, er wurde 1585 errichtet.
Der östliche Teil besteht aus einem runden Chorraum mit einem Fenster nach Osten und jeweils einem Fenster rechts und links. Ihre Buntsandsteineinfassungen sind fein behauen.
Die Südseite zeigt außen einen senkrechten Setzungsriss, der darauf hinweist, dass hier die kleine ursprüngliche Kapelle endete, die 1759 erbaut wurde. Der später angefügte Erweiterungsbau an der westlichen Seite der ersten Kapelle angefügt. Die Fenster dieses Anbaus haben einfache Holzeinfassungen.
Das Giebeldreieck der Westaußenseite ist mit Holzfachwerk errichtet. Unterhalb des Giebels befindet sich ein Zugang mit zwei Flügeln aus Metall aus jüngerer Zeit und mit schmuckloser Sandsteineinfassung.
Ein Seiteneingang mit dem schön gestalteten Türsturz und der Jahreszahl 1759 liegt auf der Nordseite der Kapelle. Weiterhin befindet sich dort ein kleines quadratisches Fenster, welches ursprünglich geöffnet wurde, sodass die Seelen der aufgebahrten Toten ins Jenseits entschweben konnten.
Dachreiter und Dach sind mit Schiefer gedeckt. Im Türmchen hängt eine kleine Glocke, die bei Beerdigungen geläutet wird.

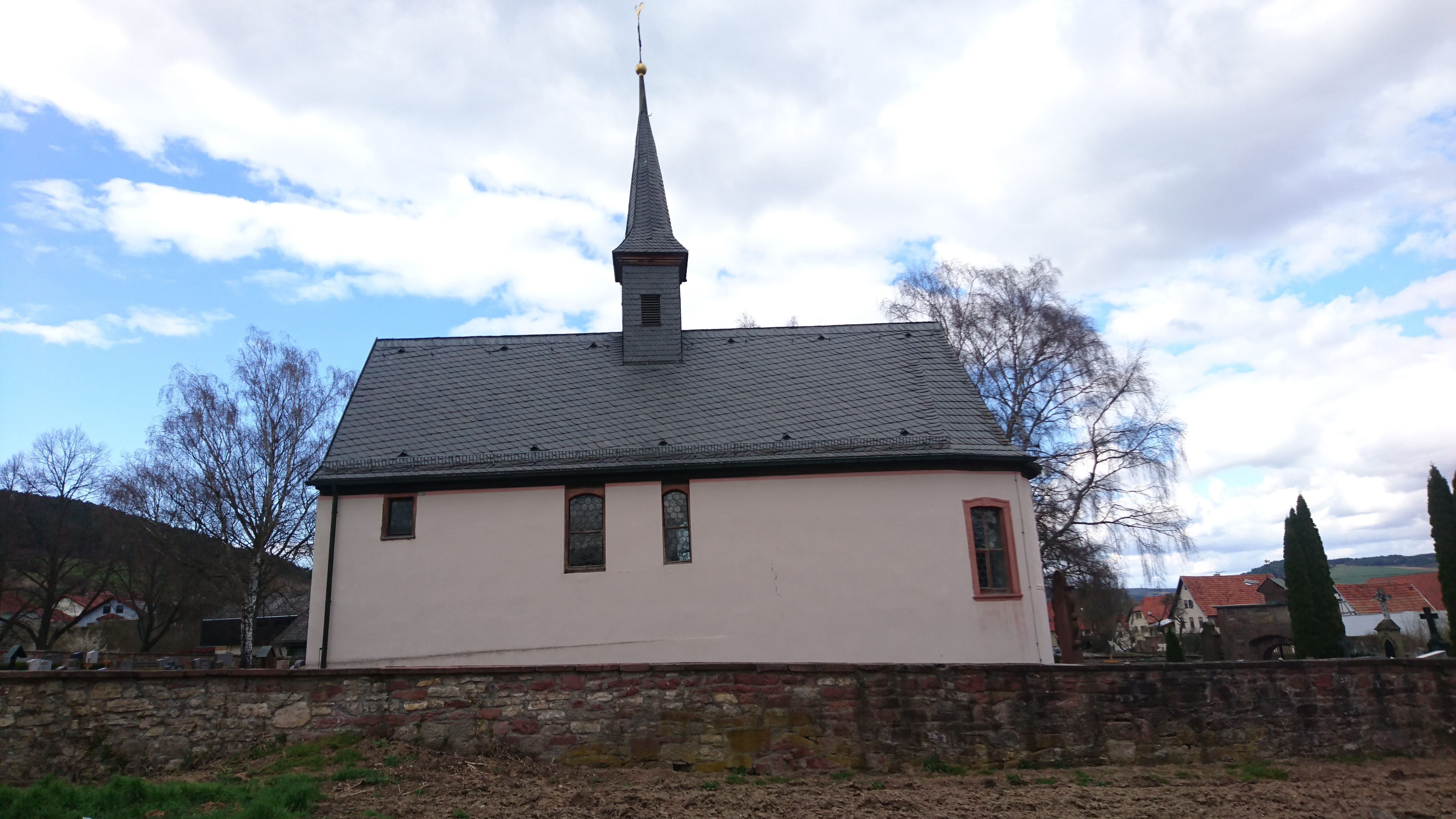
Südseite
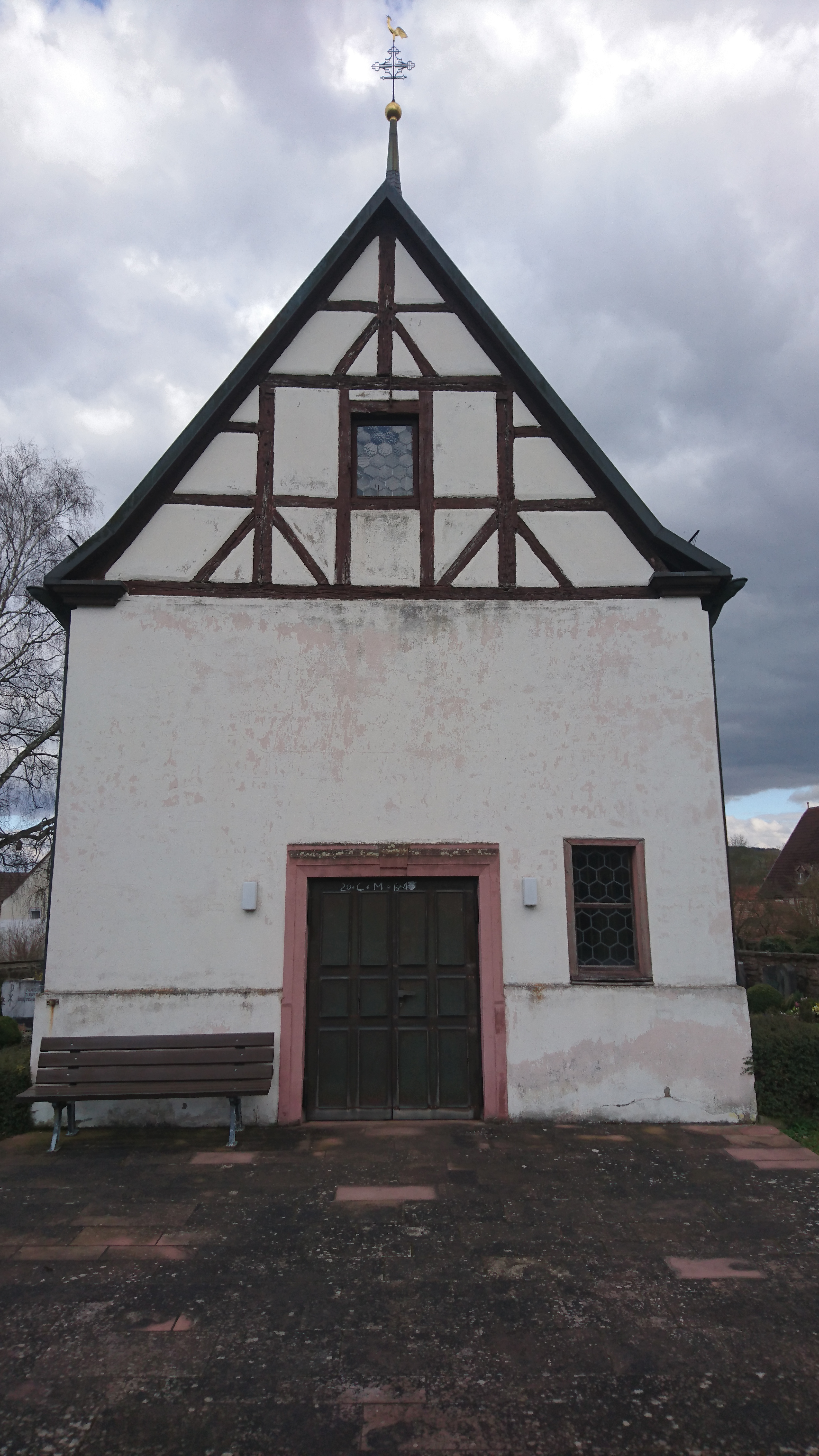
Westseite
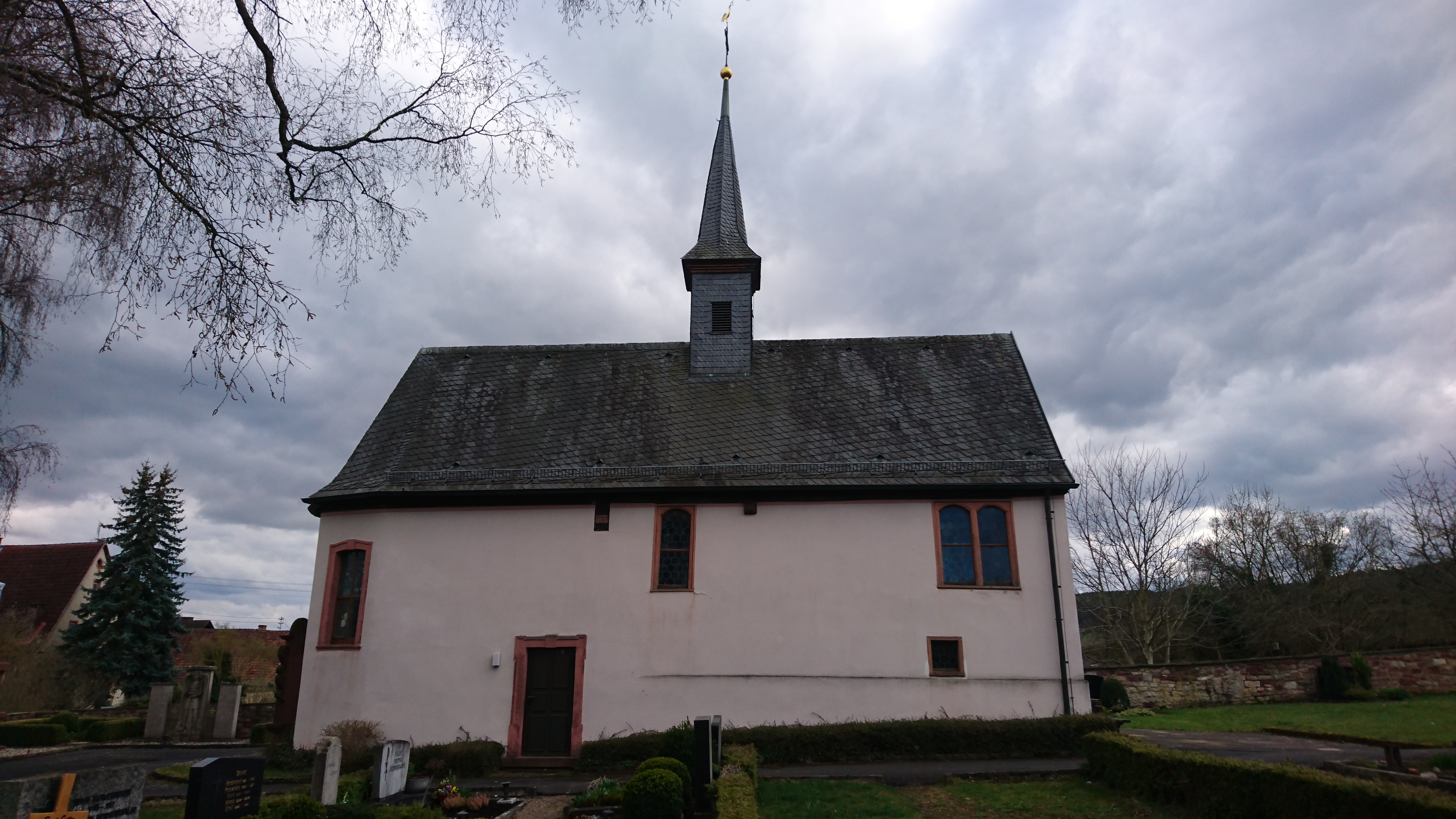
Nordseite

### Die Kapelle von innen

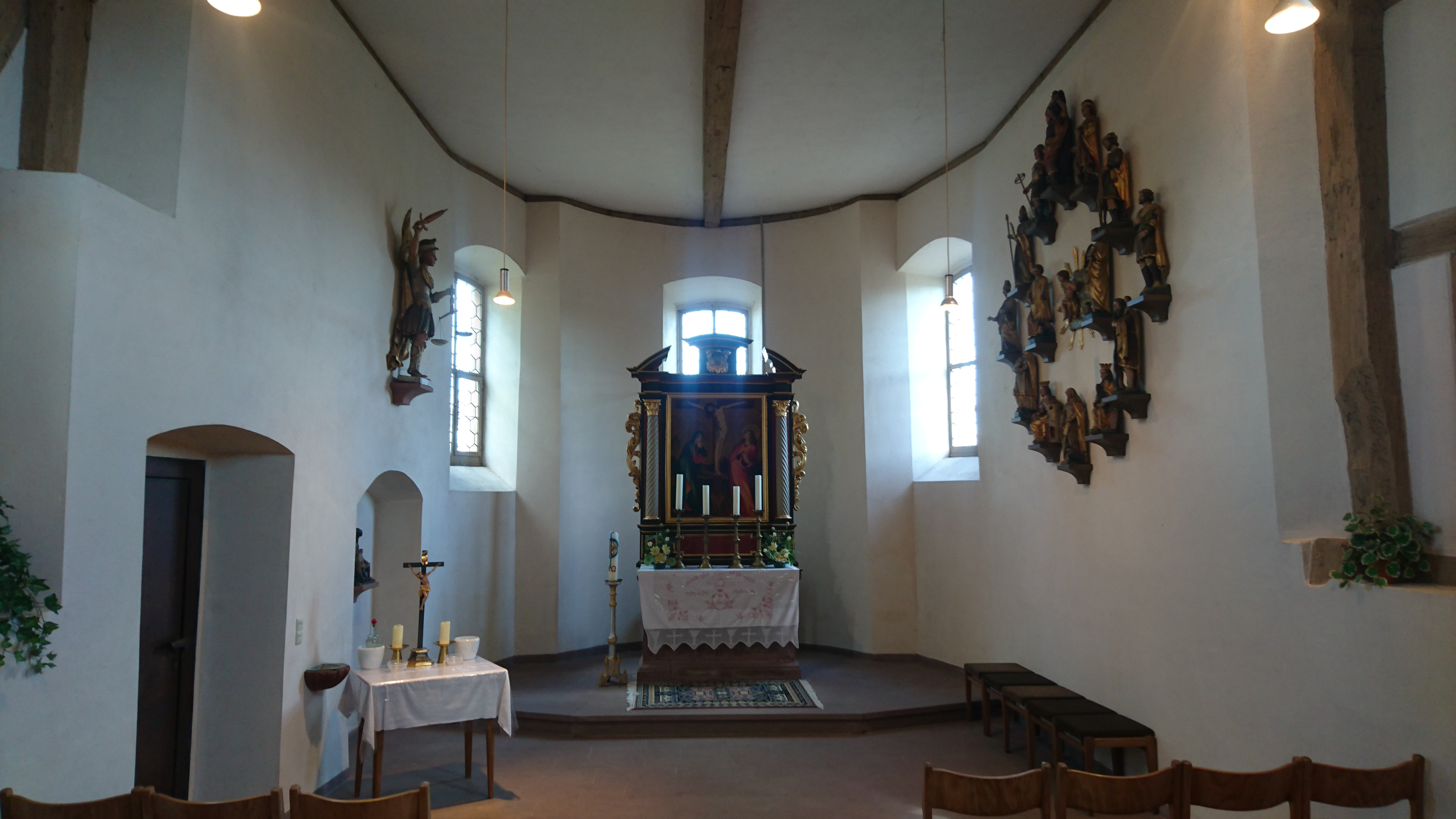
Seiteneingang neben altem Eingang von innen gesehen

Die Innenseite der Nordwand zeigt im heutigen Seiteneingangsbereich zwei Gewölbe mit ähnlicher Tiefe, die aber unterschiedlich hoch sind. Die zugemauerte niedrigere Öffnung war ursprünglich der Eingang zu ersten 1572 gebauten Kapelle. Damals war das Bodenniveau außen und innen sicher tiefer, wie auch der Sockel am Epitaph zeigt, der heute im Erdreich verschwindet. 174 Jahre war die Anbringung des Weihwasserkessels an der Wand für die meist rechtshändigen Kapellenbesucher auf der „richtigen“ Seite. Seit der Erweiterung 1759 befindet der Kessel sich ungewöhnlicher Weise für Rechtshänder auf der linken Seite des „neuen“ Eingangs. In seinem Türsturz ist die Zahl 1759 eingemeißelt.
Die Kapelle wurde Johannes dem Täufer geweiht. Auf dem ursprünglichen Altarbild wurde die Taufe Jesu am Jordan gezeigt. Dieses Gemälde war sehr beschädigt, sodass es im Zuge der Renovation in den 1930er Jahren durch die Darstellung einer Kreuzigungsgruppe ersetzt wurde.
Um das Altarbild standen auf Konsolen die Figuren der Vierzehn Nothelfer und über dem Altar die Statue des Erzengel Michael. Die Figuren sind seit der Renovierung in den 1960er Jahren, an den Seitenwänden befestigt und durch eine Alarmanlage gesichert.
Während dieser Renovierung entfernte man die Empore im Innern der Kapelle. Die Außentreppe an der Südwand wurde abgerissen und ein Fenster verschließt den ehemaligen Zugang zur Empore.
Im Innenraum der heutigen Kapelle sieht man an verschiedenen Stellen, dass die Kapelle aus zwei Bauabschnitten besteht. Der Ostteil ist aus verputzten dicken Bruchsteinen gemauert. Der Anbau in Richtung Westen zeigt Sockelgemäuer in unterschiedlicher Höhe und Breite, auf dem schmalere Fachwerkwände stehen.

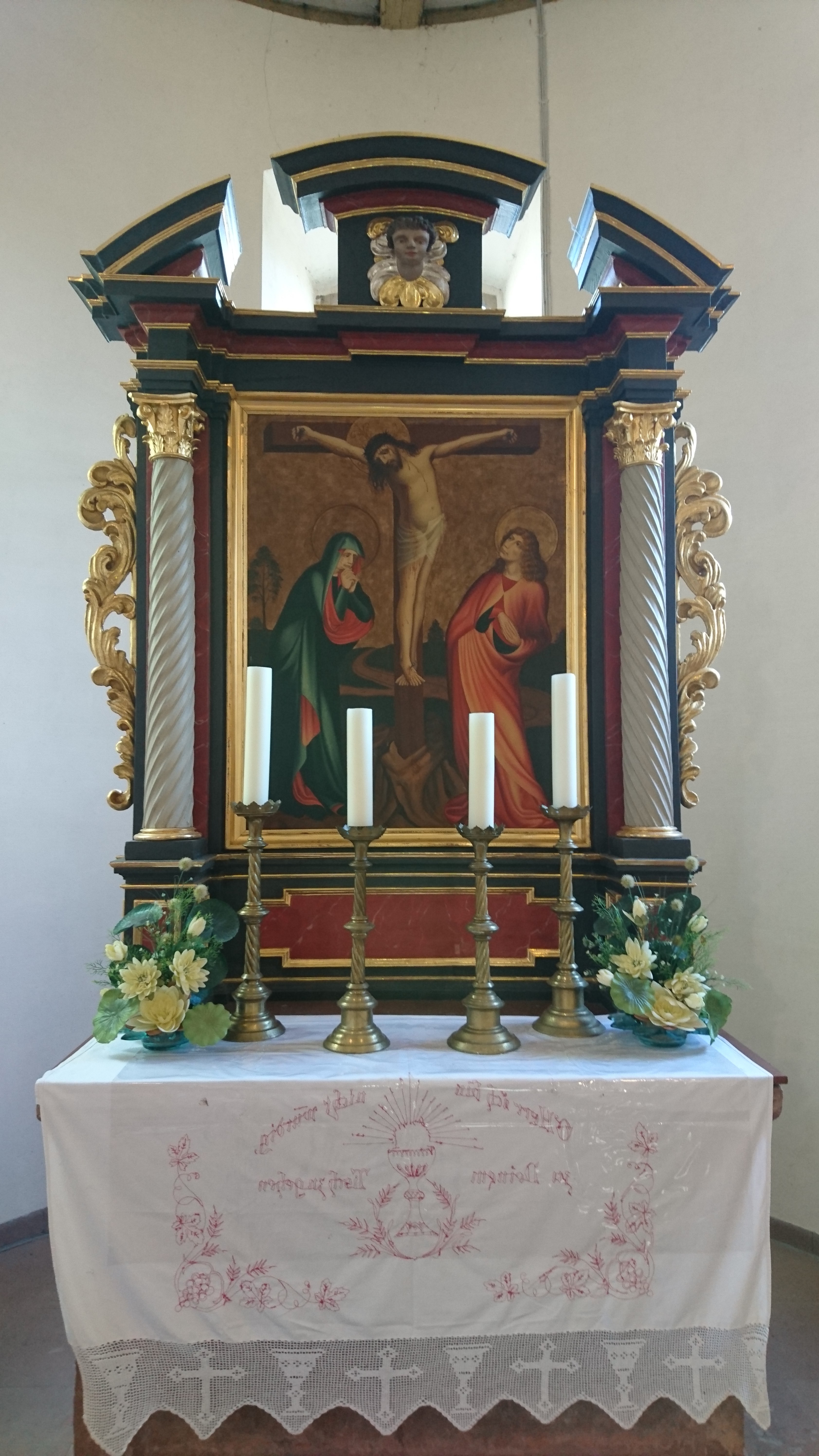
Das Altarbild
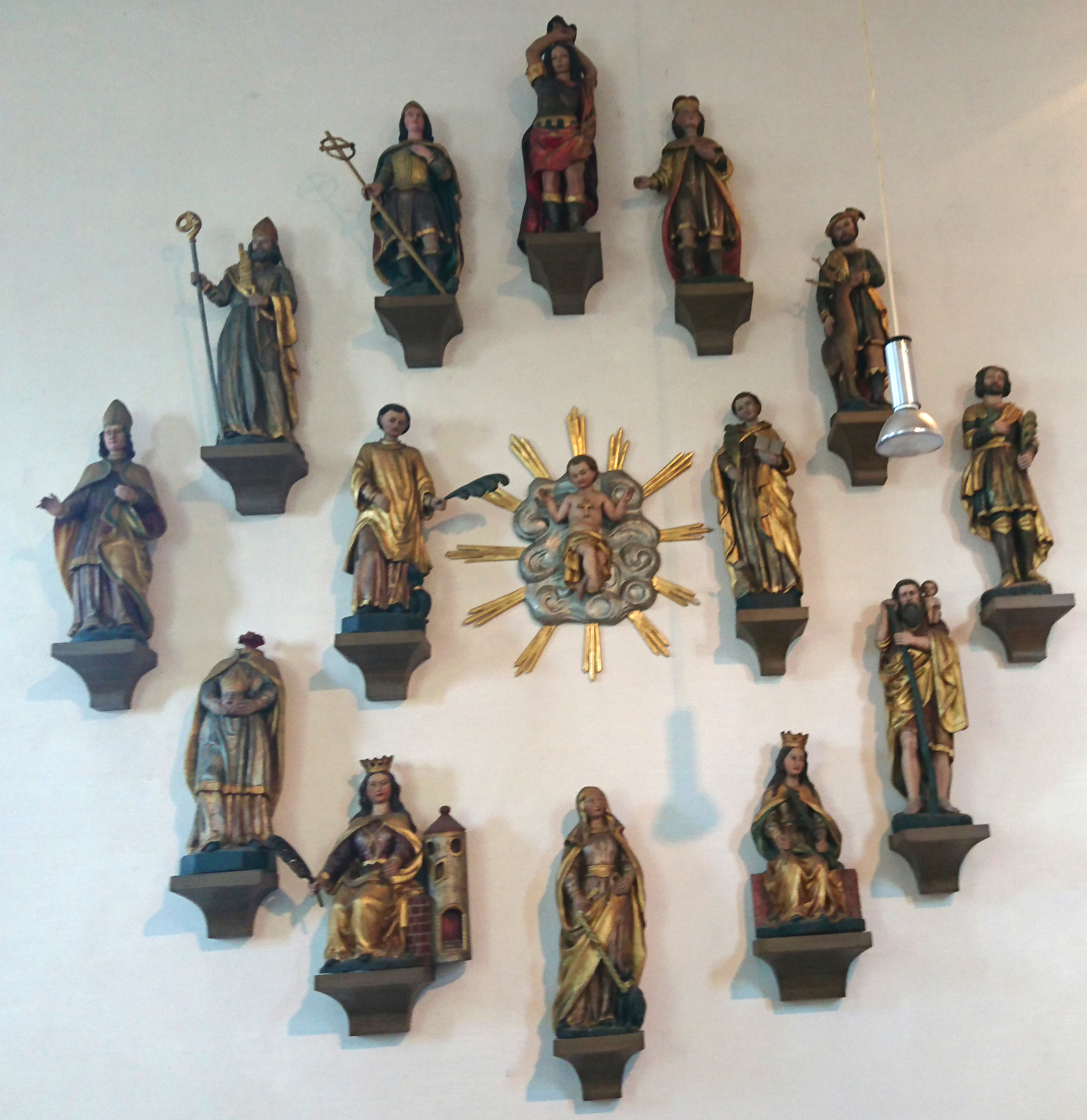
Die 14 Nothelfer
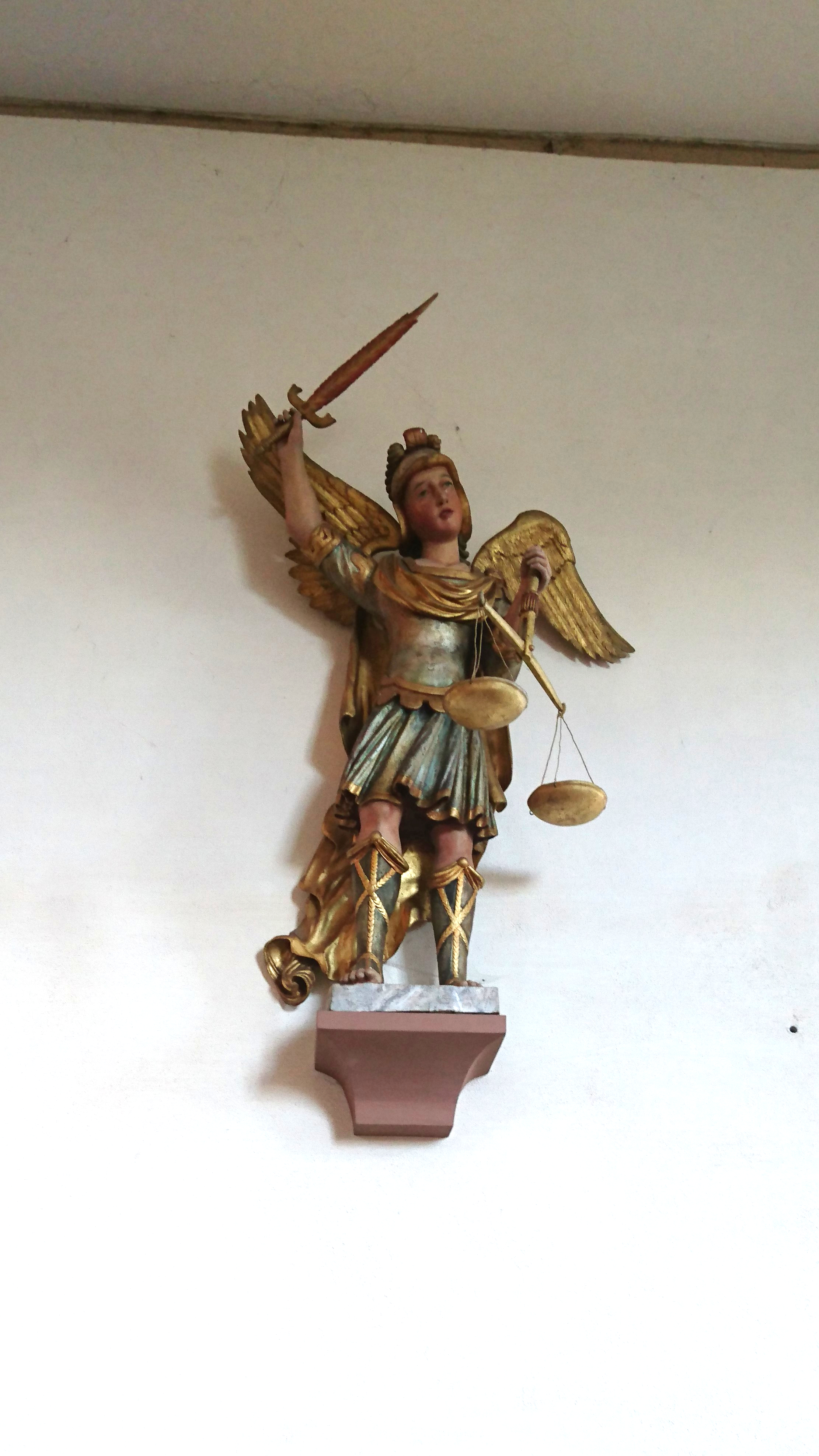
Statue des hl. Michael
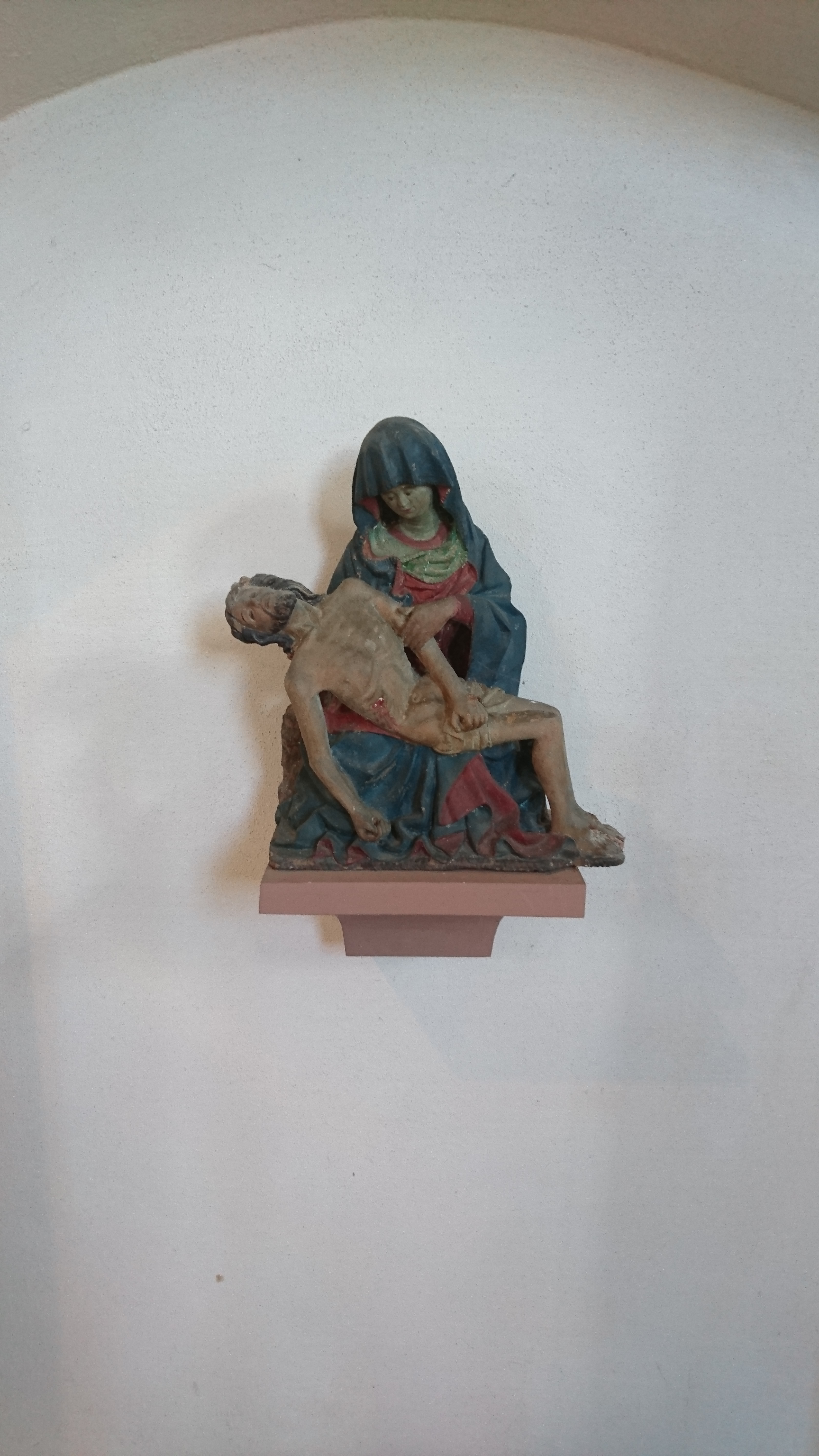
Die Pietà
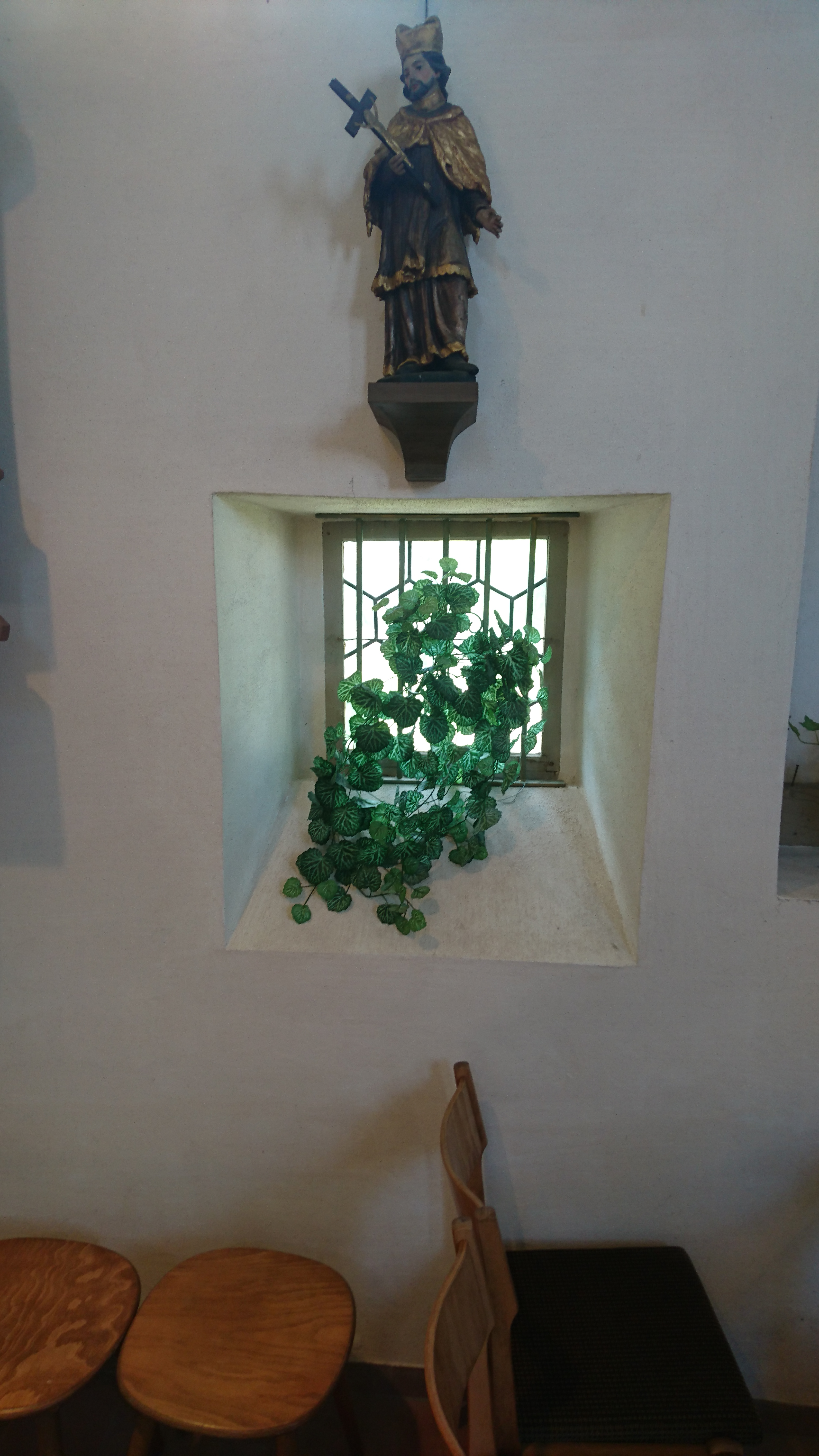
Heiliger Nepomuk
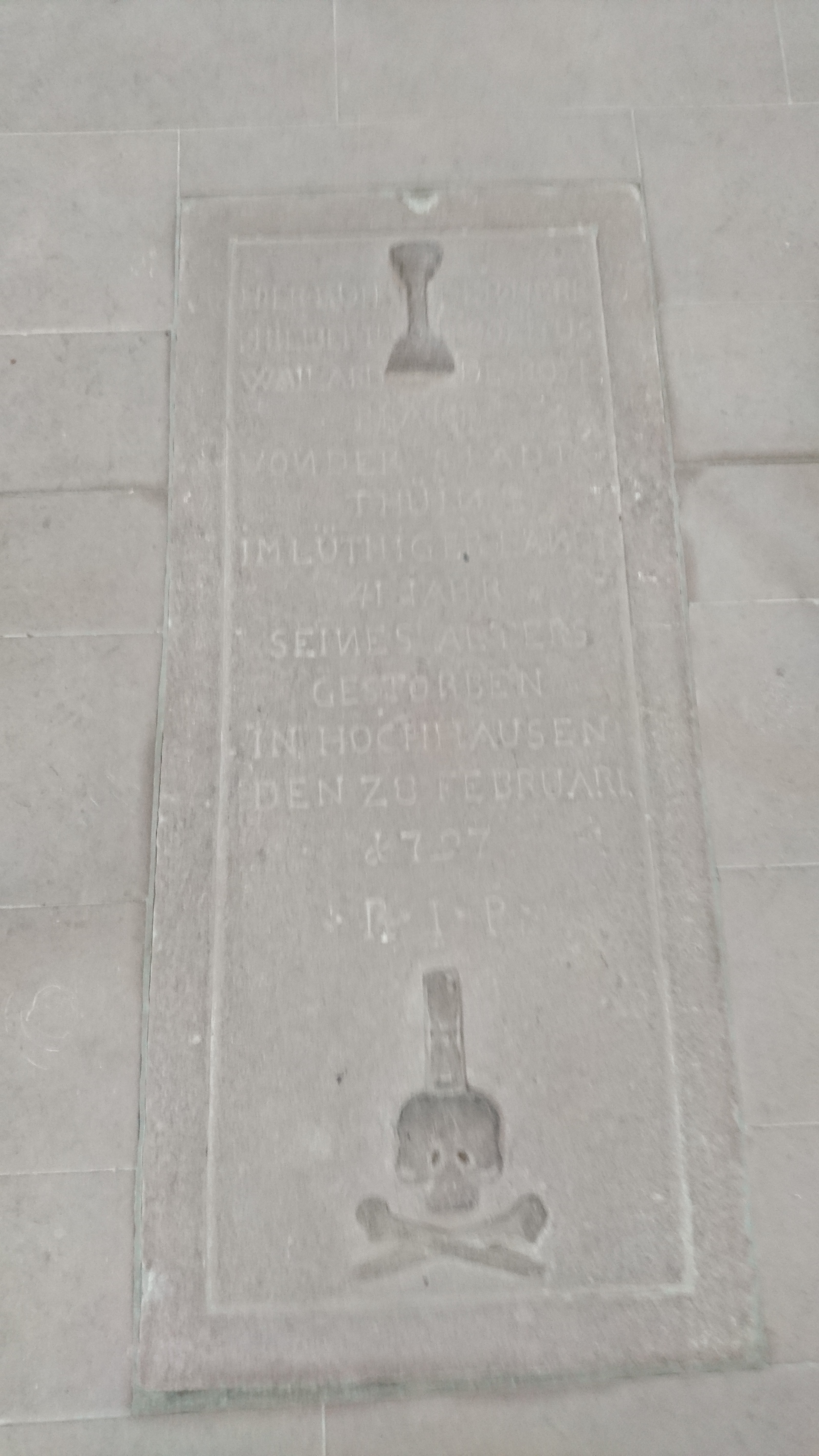
Grabplatte im Mittelgang